# 塞羅德帕斯科

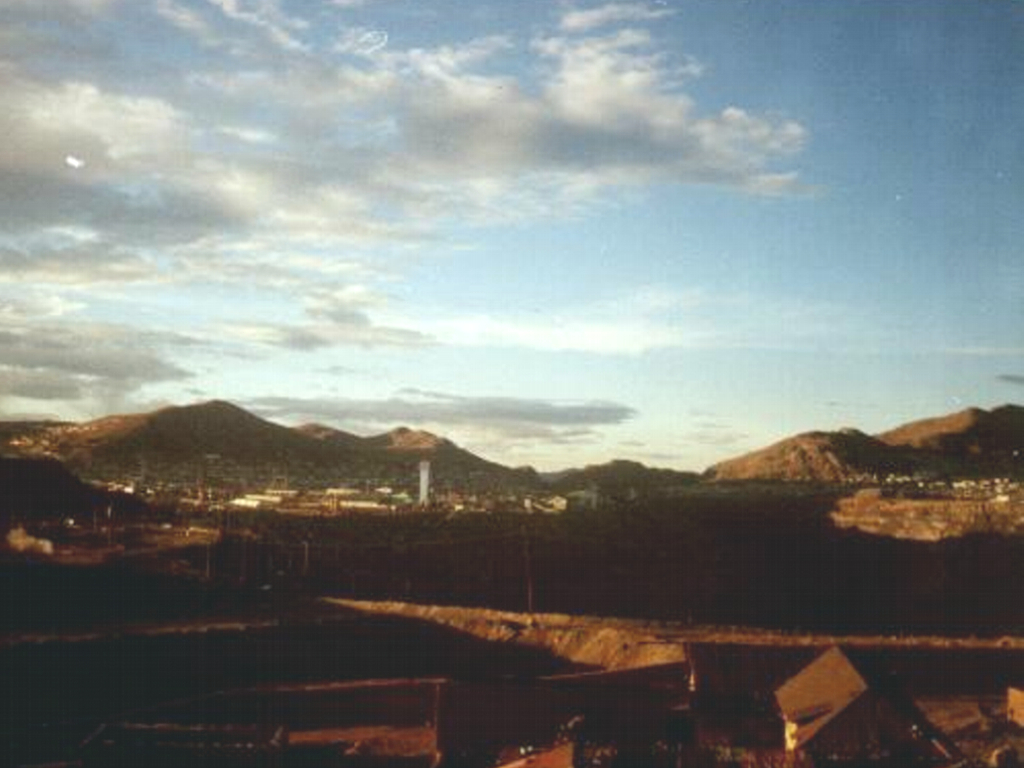

塞羅德帕斯科（西班牙語：Cerro de Pasco）是秘魯的城市，位於該國西部，由帕斯科大區負責管轄，距離首都利馬302公里，始建於1578年，海拔高度4,380米，每年平均降雨量約1,180毫米，2007年人口約70,000。
10°41′11″S 76°15′45″W / 10.68639°S 76.26250°W